# Forua
Forua (spanisch Forúa) ist eine Gemeinde (Municipio) in der spanischen Provinz Bizkaia der Autonomen Gemeinschaft Baskenland in der Comarca Busturialdea (Duranguesado). Forua hat 949 Einwohner (Stand: 2024), die mehrheitlich baskischsprachig sind.
Forua wurde 1987 aus den sog. anteiglesias Gaitoka, Baldatika, Landaberde, Armotxerri, Urberuaga, Atxondo und Elexalde gebildet. Der Verwaltungssitz befindet sich in Elexalde.

## Lage
Forua liegt etwa 24 Kilometer ostnordöstlich von Bilbao in einer Höhe von ca. 5 m. Der Oka begrenzt die Gemeinde im Osten.  

## Einwohnerentwicklung
| 1991 | 2001 | 2011 | 2021 |
| ---- | ---- | ---- | ---- |
| 949  | 991  | 979  | 910  |

## Sehenswürdigkeiten
- archäologische Fundstelle zu neolithischen und römischen Resten
- Martinskirche in Elexalde
- Christopheruskapelle
- Rathaus

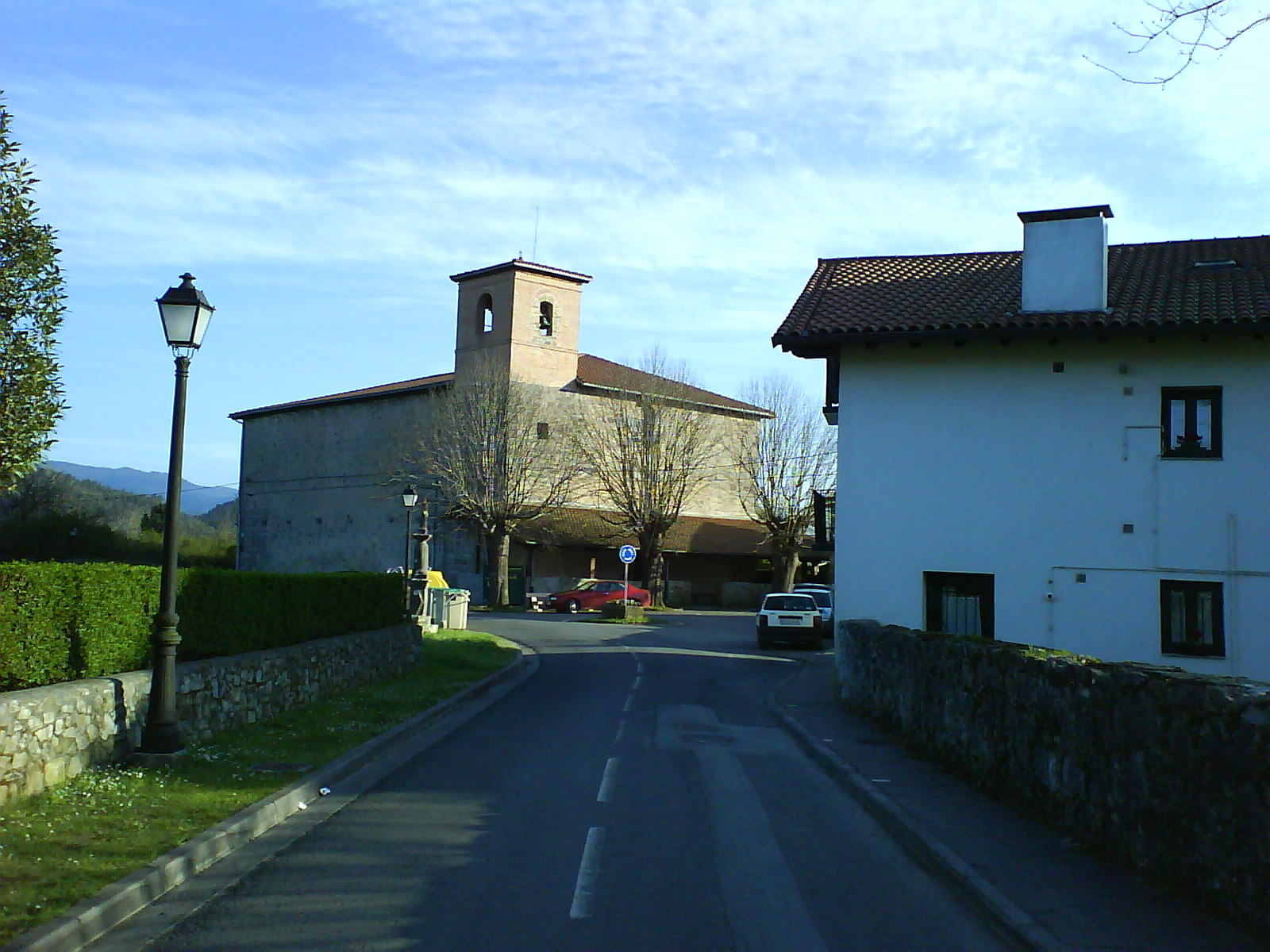
Martinskirche
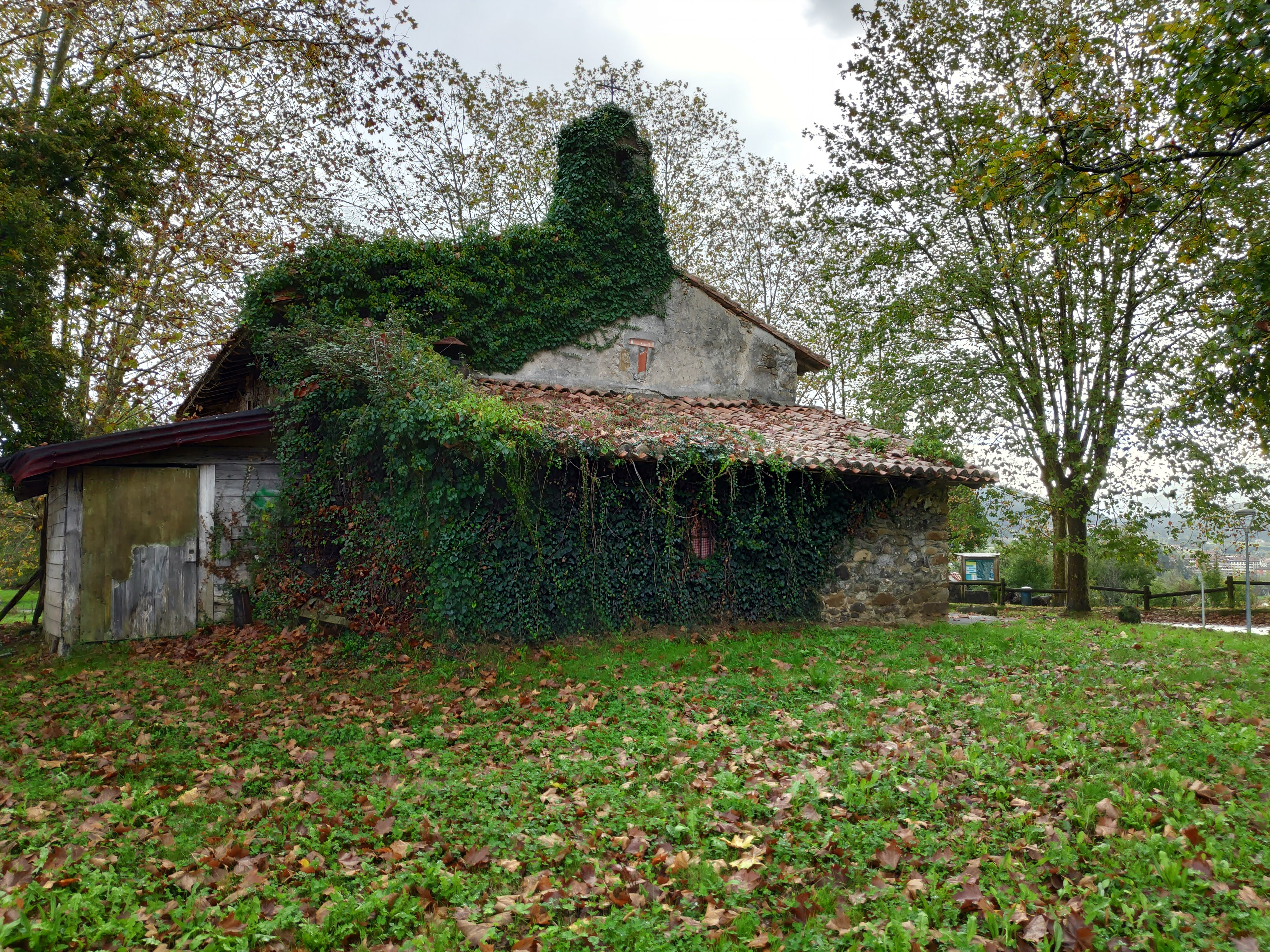
Christopheruskapelle
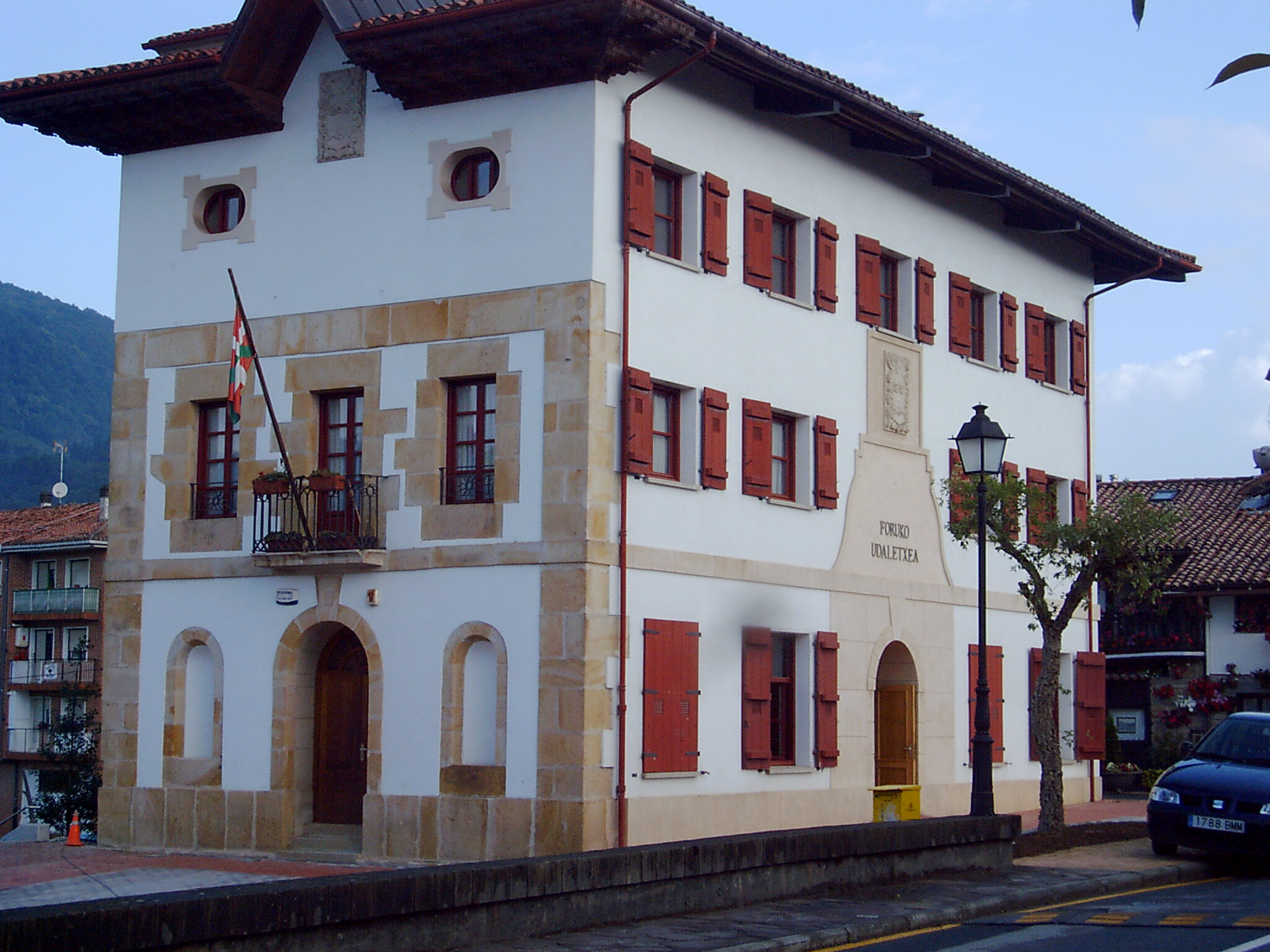
Rathaus

## Persönlichkeiten
- Joan Mari Torrealdai (genannt Torre, 1942–2020)